# Llei israeliana

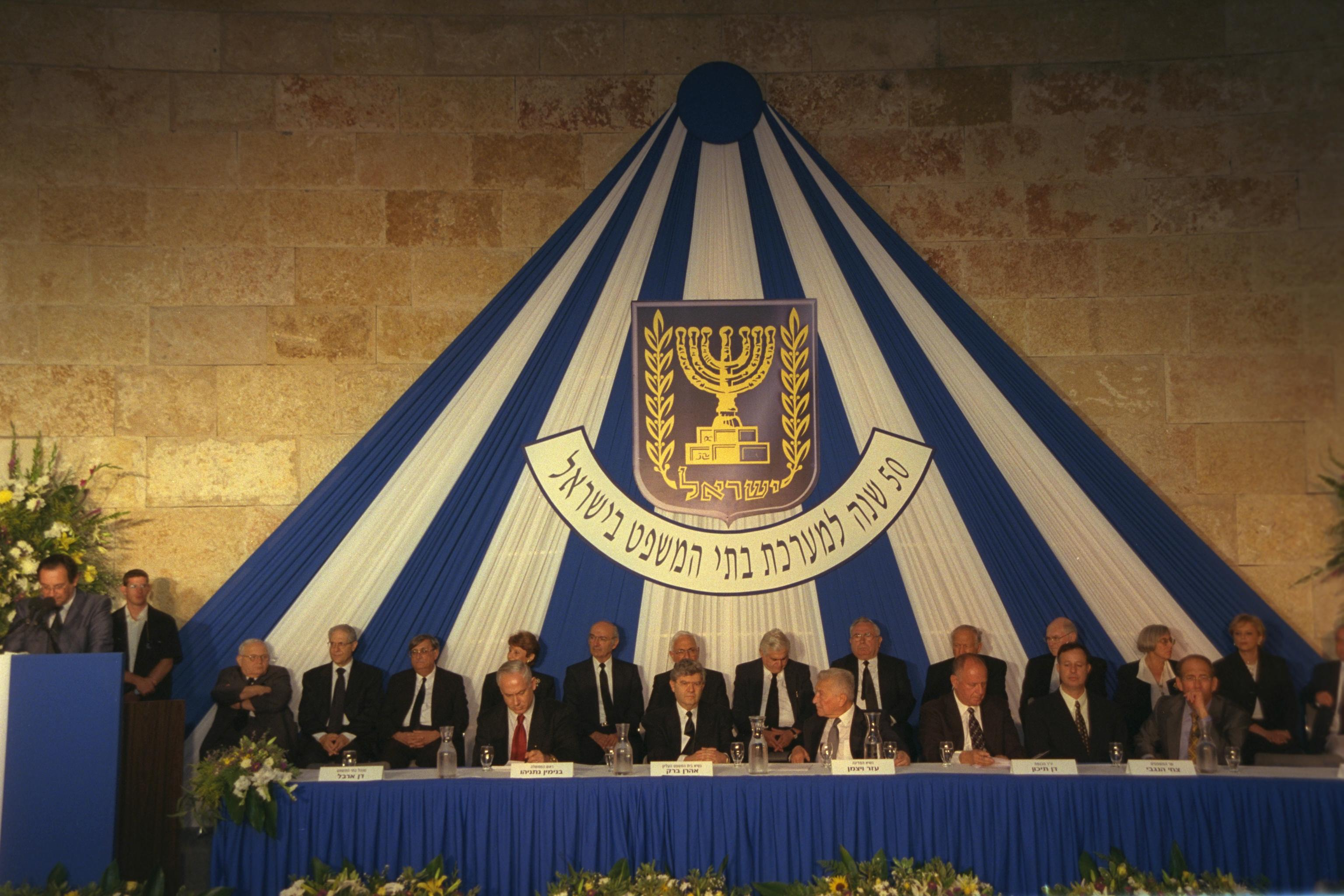
Tribunal Suprem d'Israel, celebració del 50è aniversari

La llei israeliana es basa principalment en un sistema legal de common law, tot i que també reflecteix la diversa història del territori de l'Estat d'Israel al llarg dels darrers cent anys (que va ser en diversos moments abans de la independència sota la sobirania otomana, aleshores britànica), com així com els sistemes legals de les seves principals comunitats religioses. El sistema legal israelià es basa en el dret comú, que també incorpora facetes del dret civil. La Declaració d'Independència d'Israel afirmava que s'escriuria una constitució formal, encara que s'ha ajornat contínuament des de 1950. En canvi, les lleis bàsiques d'Israel (hebreu: חוקי היסוד‎) funcionen com a lleis constitucionals del país. Els estatuts promulgats per la Kenésset, particularment les lleis fonamentals, proporcionen un marc que s'enriqueix amb precedents polítics i jurisprudència. Les influències històriques i estrangeres sobre la llei israeliana moderna són variades i inclouen el Mejelle (hebreu: מג'לה‎; el codi civil de l'Imperi Otomà) i el dret civil alemany, el dret religiós (Halacà jueva i la Xaria musulmana; majoritàriament pertanyents a l'àrea del dret de família), i el dret comú britànic. Els tribunals israelians han estat influenciats en els últims anys pel dret nord-americà i el dret canadenc i en menor mesura pel dret continental (principalment d'Alemanya).

## Història
El sistema judicial modern de Palestina, més tard l'Estat d'Israel, va ser establert per un alt oficial judicial britànic, Orme Bigland Clarke, que va ser nomenat pel general Edmund Allenby el 1918, després de la conquesta britànica. L'administració militar britànica de Palestina (1917–1920) va ser substituïda per una de civil que funcionava sota la Constitució de Palestina obligatòria, promulgada a través d'una ordre en consell emesa pel monarca britànic el 1922.
La Gran Bretanya, que el 1920 va rebre un mandat de la Societat de Nacions per governar Palestina, va implementar el sistema de common law, excepte el sistema de jurats. Els precedents legals en danys i contractes van ser manllevats d'Anglaterra i es van codificar determinades àrees legals per garantir la seguretat jurídica. Així, el codi penal a Israel era pràcticament el mateix que el que feien servir els britànics a l'Índia o a altres colònies i territoris britànics.
El 14 de maig de 1948 es va signar una Carta d'Independència com a manifest pel nou Estat d'Israel. Tot i que es va redactar com una declaració universal i democràtica que expressava idees nobles predominants en l'època, no és vinculant, tot i que ocasionalment s'ha utilitzat com a eina d'orientació pels tribunals.
Amb l'establiment de l'estat israelià, la llei anglesa tal com era a la data de la independència va continuar sent vinculant, i els desenvolupaments de la llei anglesa posteriors a 1948 van ser persuasius i no vinculants. Això va ser habilitat pel primer acte legislatiu del Consell d'Estat Provisional, que va promulgar un estatut d'acollida com a part de l'"Ordenança de llei i administració" publicada el 19 de maig de 1948, quatre dies després de la Declaració d'Independència.

## Sistema judicial
El sistema jurídic israelià s'estructura al voltant de tres nivells principals de tribunals, que funcionen de manera jeràrquica: els tribunals de magistratura, els tribunals de districte i el Tribunal Suprem.
El Tribunal de Primera Instància (Beit Mishpat Hashalom) gestiona els casos civils de menys de 2,5 milions de sicles, excloent les disputes sobre la propietat de la terra, així com els casos penals en què la pena màxima és de 7 anys. Els tribunals d'instrucció es troben a la majoria de ciutats israelianes. El jutjat d'instrucció té 6 subdivisions:
1. El Jutjat de Menors s'ocupa dels delictes penals comesos per persones que no tenien 18 anys en la data del processament i d'algunes qüestions relatives a la retirada dels fills de la guarda parental.
2. El Tribunal de Família s'encarrega de tots els casos civils en què les parts són familiars propers.
3. El Tribunal de Reclamacions Menores s'ocupa de casos de menys de 30 mil sicles.
4. Hotsa'a Lapoal és l'oficina d'agutzils per al cobrament de deutes judicials.
5. El Jutjat de Trànsit s'encarrega de totes les infraccions de trànsit.
6. El Tribunal d'Afers Locals s'ocupa de tots els delictes perseguits per les autoritats locals (targetes d'aparcament, infraccions de planificació, etc).

El Tribunal de Districte (Beit Mishpat Mehozi) actua com a tribunal de primera instància en una àmplia gamma de casos, com ara delictes penals greus, reclamacions civils per quantitats superiors a 2,5 milions de sicles, disputes sobre propietat immobiliària i qüestions específiques determinades per llei. Té competència en la majoria dels casos administratius i coneix els recursos del jutjat d'instrucció. Hi ha sis tribunals, un a cadascun dels districtes d'Israel: Jerusalem (també té jurisdicció extra en qüestions extraterritorials), Tel-Aviv, Haifa, Centre (a Pétah Tiqvà), Sud (a Beerxeba) i Nord (a Natzaret).